# Margherita non lo sa/Luna park
Margherita non lo sa/Luna park è un 45 giri della cantante pop italiana Dori Ghezzi, pubblicato nel febbraio 1983 dall'etichetta discografica Fado.
Il lato A del 45 giri, Margherita non lo sa, brano scritto da Oscar Avogadro e Oscar Prudente, è stato presentato dall'artista al Festival di Sanremo 1983, ottenendo un buon successo e piazzandosi al terzo posto della classifica finale della manifestazione, alle spalle di Tiziana Rivale con Sarà quel che sarà e di Donatella Milani con Volevo dirti.
Il brano Luna park, sul lato B, è stato scritto sempre da Avogadro e Prudente. Entrambe le canzoni sono state incluse nel disco Piccole donne, quarto album di Dori Ghezzi.

## Tracce
7" Single Fado FAD 35001
1. Margherita non lo sa
2. Luna park

## Classifiche
| Classifica (1983) | Posizione |
| ----------------- | --------- |
| Italia            | 9         |